# Hiroshi Shimizu
Pour les articles homonymes, voir Shimizu.
Hiroshi Shimizu (清水 宏, Shimizu Hiroshi) est un réalisateur et scénariste japonais né le 28 mars 1903 et mort le 23 juin 1966.
Il est connu pour avoir décrit le monde de l'enfance avec des films comme Les Enfants dans le vent (風の中の子供, Kaze no naka no kodomo, 1937), Les Quatre Saisons des enfants (子供の四季, Kodomo no shiki, 1939), La Tour d'introspection (みかへりの搭, Mikaeri no tō, 1941) ou encore Les Enfants du nid d'abeilles (蜂の巣の子供たち, Hachi no su no kodomotachi, 1948).

## Biographie
Entré à la Shōchiku en 1922, Hiroshi Shimizu réalise son premier film en 1924, Au-delà du col (峠の彼方, Tōge no kanata). En 1927, il épouse l'actrice Kinuyo Tanaka et bien que leur union ne dure qu'un peu plus d'un an, il tourne avec elle dix-huit films.

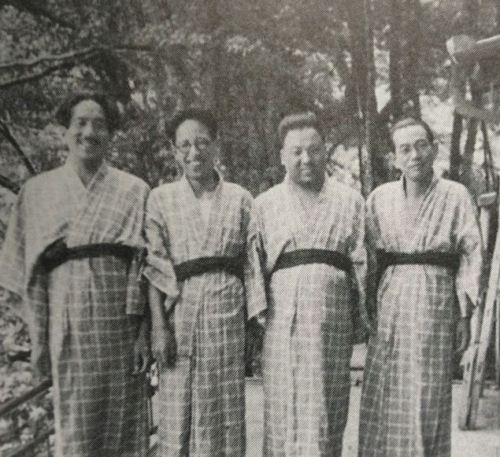
Yasujirō Ozu, Akira Fushimi, Hiroshi Shimizu et Noda Kōgo en 1928.

Après la Seconde Guerre mondiale, nombreux sont les enfants orphelins qui vivent de la mendicité dans les grandes villes. Shimizu recueille chez lui certains d'entre eux et confie à Tadamoto Ōkubo, un réalisateur au chômage, le rôle de les élever. Il décide de tourner Les Enfants du nid d'abeilles (蜂の巣の子供たち, Hachi no su no kodomotachi) avec ces enfants et fonde La Production de la ruche (蜂の巣映画, Hachi no su eiga) en 1948. C'est le premier film qu'il réalise depuis son départ de la Shōchiku après la guerre, il le produit lui-même en dehors du système des grands studios et le film est distribué par la Tōhō.
En dehors de Shimizu, de Tadamoto Ōkubo, du chef opérateur Saburō Furuyama et de l'assistant réalisateur Shin'ichi Sekizawa, toute l'équipe et les acteurs sont des non-professionnels, le tournage se fait entièrement en extérieur. Deux suites sont tournées : Ce que sont devenus les enfants de la ruche (その後の蜂の巣の子供達, Sono go no hachi no su no kodomotachi, 1951) et Les Enfants du Grand Bouddha (大仏さまと子供たち, Daibutsu-sama to kodomotachi, 1952).
Hiroshi Shimizu a tourné plus de 160 films entre 1924 et 1959.

### Citation
« Je ne sais jamais quelle direction emprunter, je me perds et ça  m'amuse. On voudrait me donner des conseils mais je crois que j'aimerais rester comme cela. »

— Hiroshi Shimizu

## Filmographie

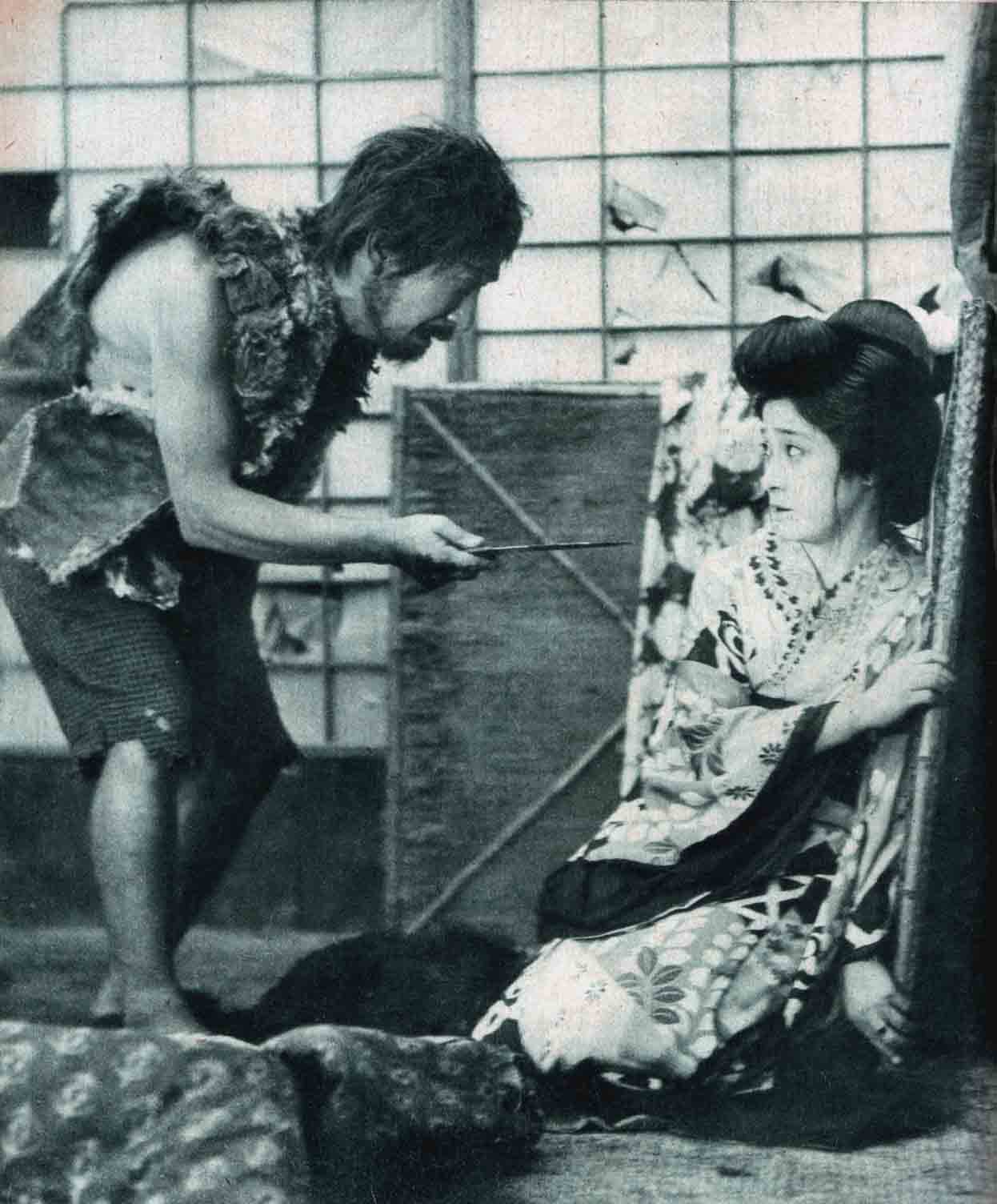
Hideo Fujino et Sakuko Yanagi dans L'Amour de l'homme des montagnes (1924).

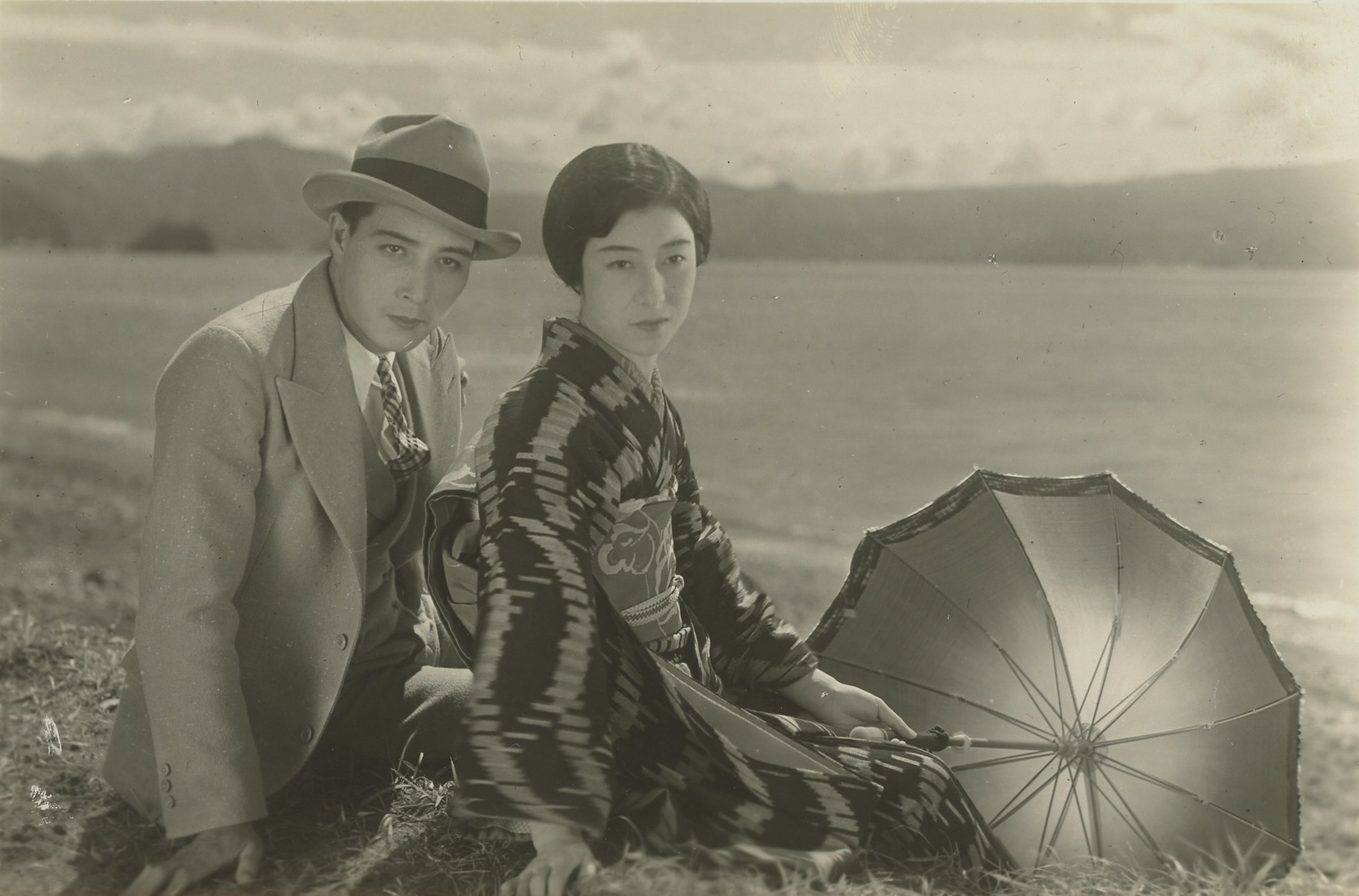
Minoru Takada et Emiko Yagumo dans Perle éternelle (1929).

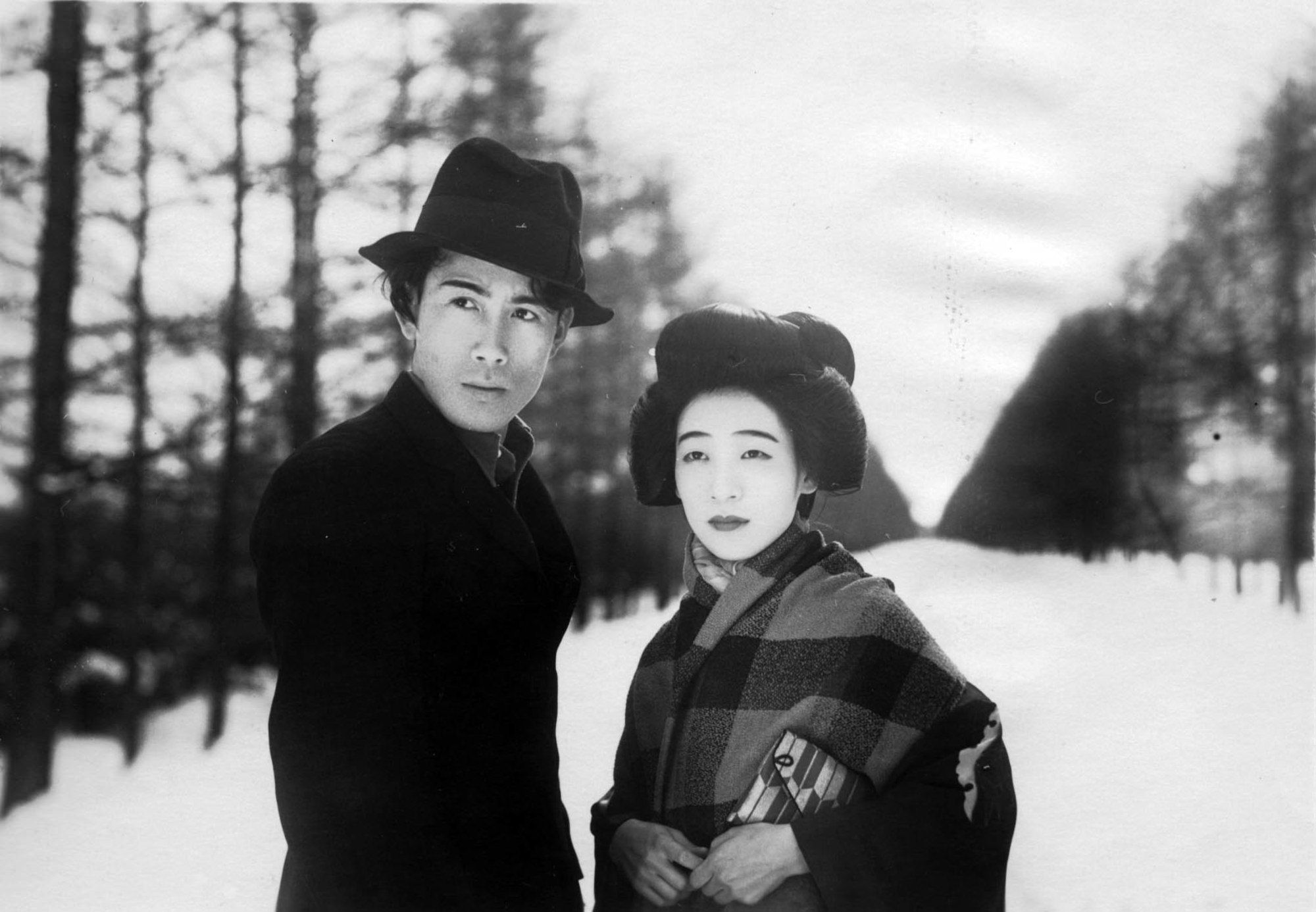
Shigeru Ogura et Akiko Chihaya dans Voici les femmes du printemps qui pleure (1933).

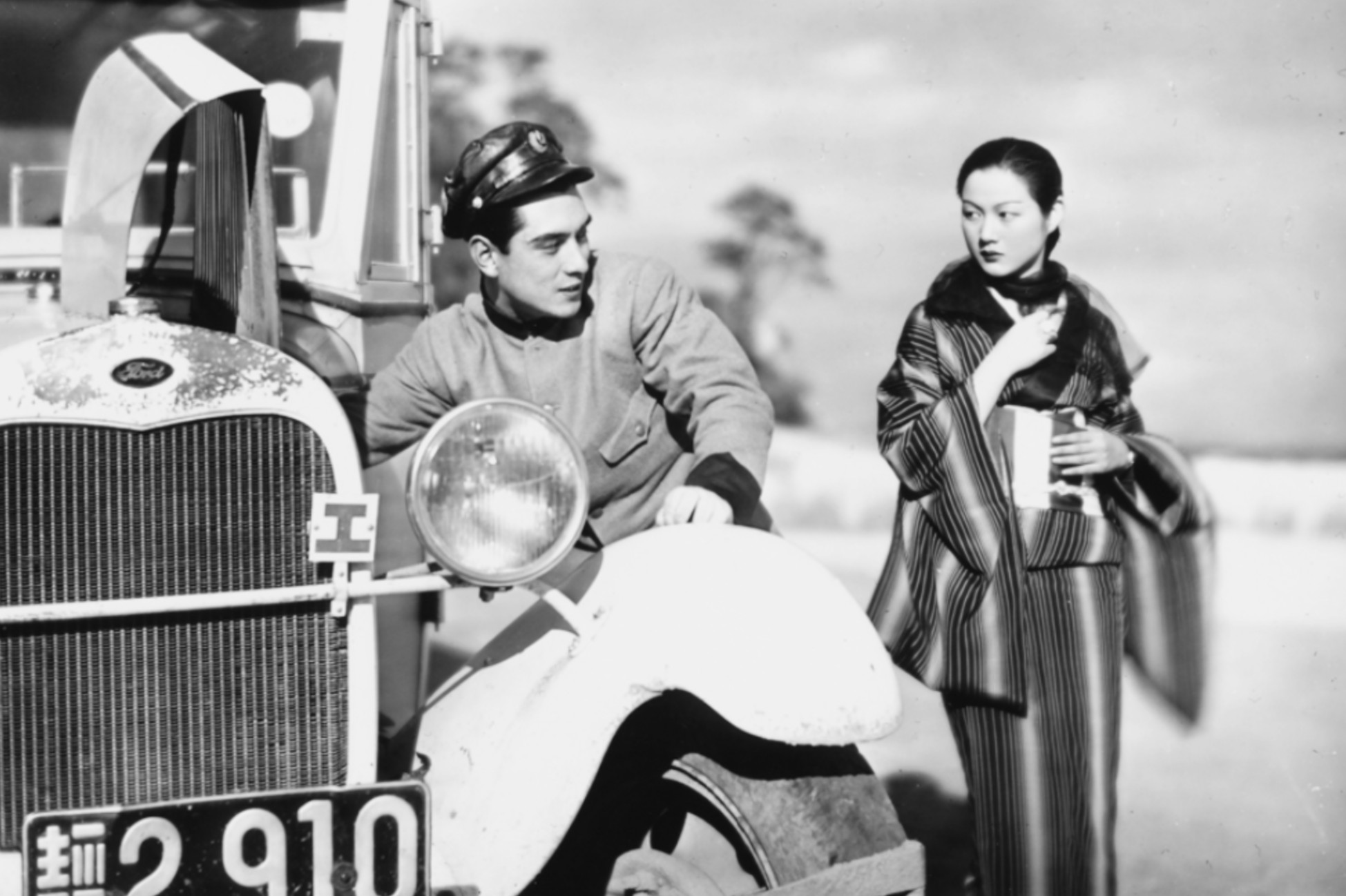
Ken Uehara et Michiko Kuwano dans Monsieur Merci (1936).

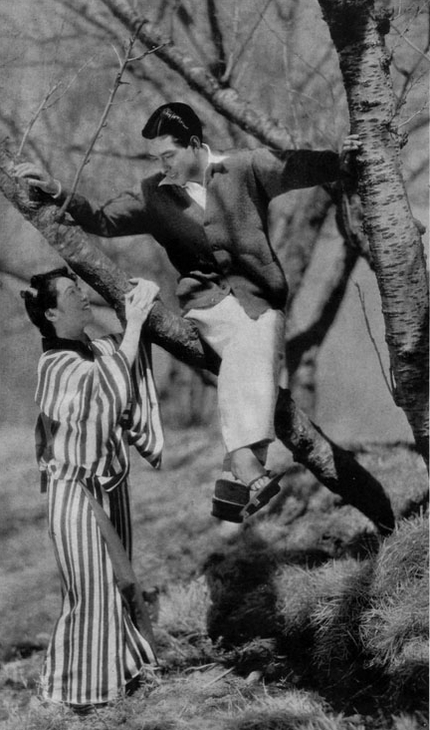
Kinuyo Tanaka et Ken Uehara dans Départ (1938).

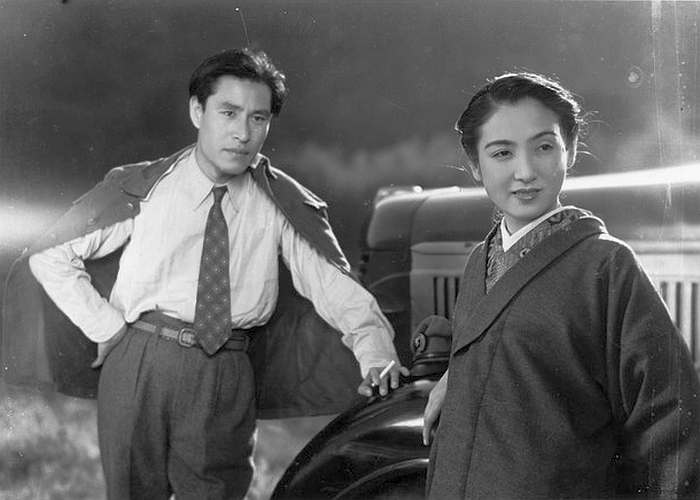
Shin Saburi et Hiroko Kawasaki dans Le Chœur de l'aube (1941).

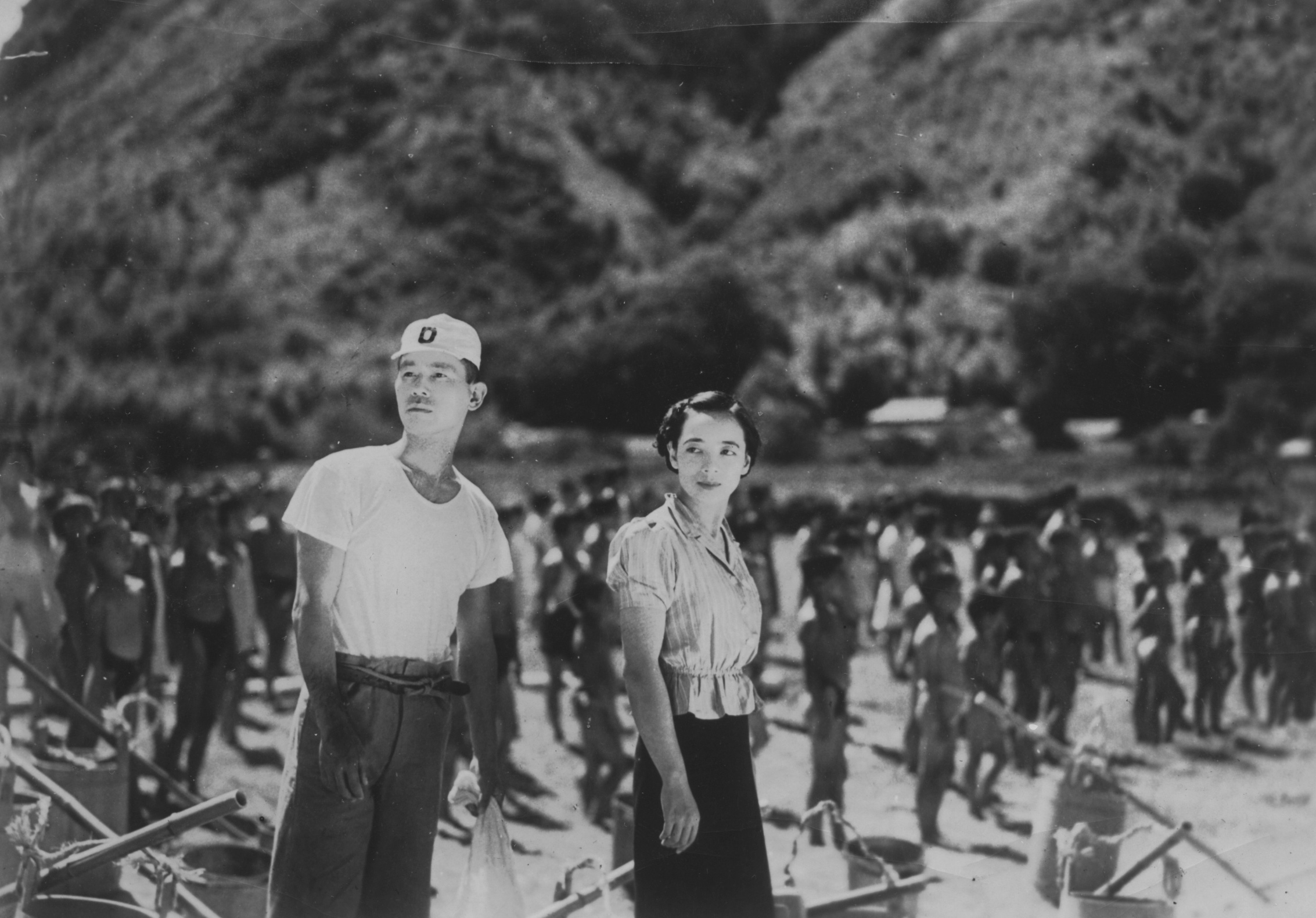
Chishū Ryū et Kuniko Miyake dans La Tour d'introspection (1941).

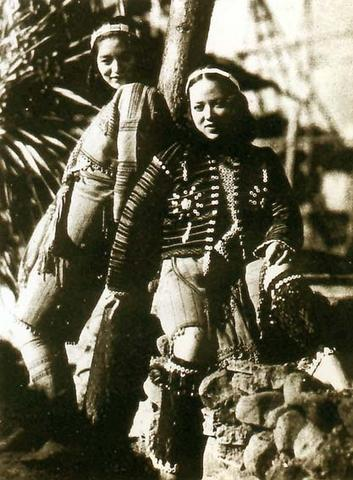
Scène du film La Cloche de Sayon (1943) avec Yoshiko Ōtaka.

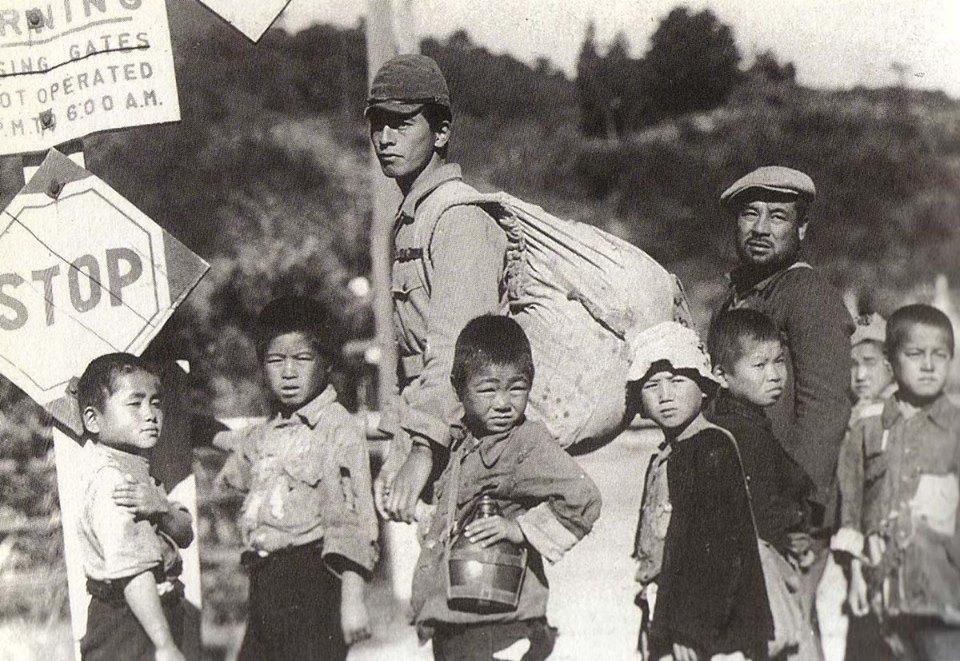
Les Enfants du nid d'abeilles (1948).

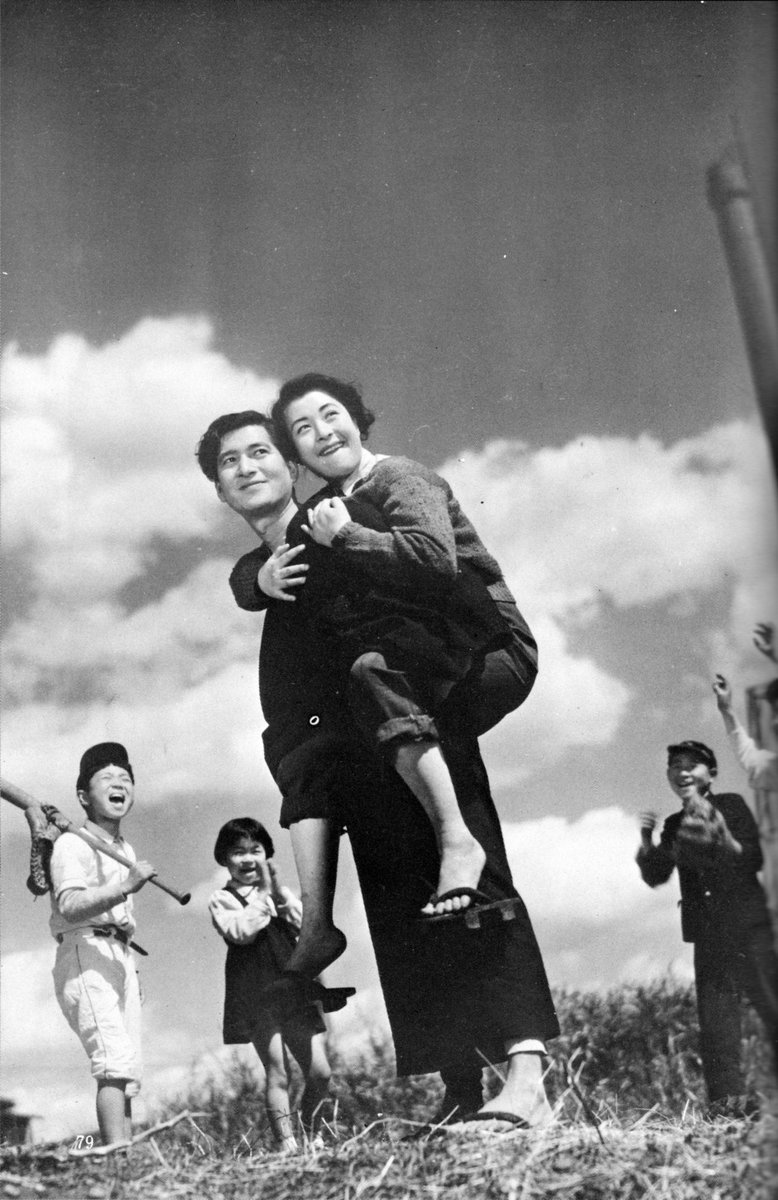
Shūji Sano et Yukiko Shimazaki dans Dans le bas-quartier de Yokocho (1953).

Sauf indication contraire, les titres en français se basent sur ceux de la rétrospective « Hiroshi Shimizu » à la Cinémathèque française et la Maison de la culture du Japon à Paris et par défaut sur ceux de la filmographie du cinéaste dans l'ouvrage Le Cinéma japonais de Tadao Satō.

### Années 1920
- 1924 : Au-delà du col (峠の彼方, Tōge no kanata?)
- 1924 : L'Amour de l'homme des montagnes (山男の恋, Yamaotoko no koi?)
- 1924 : De l'amour de la scène (恋より舞台, Koi yori butai e?)
- 1924 : Le Chant du chrysanthème blanc (白菊の歌, Shiragiku no uta?)
- 1924 : L'Épée folle d'amour (恋に狂ふ刃, Koi ni kuruu yaiba?)
- 1924 : Le Pâturage du village (村の牧場, Mura no bokujo?)
- 1925 : Les Petits Artistes ambulants (小さき旅芸人, Chiisaki tabi geinin?)
- 1925 : La Nuit des feux de bivouac (篝火の夜, Kagaribi no yoru?)
- 1925 : Épines roses (桃色の棘, Momoiro no toge?)
- 1925 : Le Cri du torrent (激流の叫び, Gekiryū no sakebi?)
- 1925 : La Lame de l'homme bon (義人の刃, Gijin no yaiba?)
- 1925 : L'Homme démodé (すたれ者, Sutaremono?)
- 1925 : Cent hommes qui se battent d'un même cœur (一心寺の百人斬, Isshin-ji no hyakuningiri?)
- 1925 : Le Fil de l'épée de Kotetsu (虎徹の斬れ味, Kotetsu no kireaji?)
- 1925 : Le Guerrier tombé (落武者, Ochimusha?)
- 1925 : Les Liens de l'amour (恋の捕縄, Koi no honawa?)
- 1926 : Une époque languissante (悩ましき頃, Nayamashiki koro?)
- 1926 : La Belle et le rōnin (美人と浪人, Bijin to rōnin?)
- 1926 : Chanson du double suicide de Satsuma (心中薩摩歌, Shinjū Satsuma uta?)
- 1926 : Passion écarlate (真紅の情熱, Shinku no jōnetsu?)
- 1926 : Kyoko et Shizuko (京子と倭文子, Kyōko to Shizuko?)
- 1926 : L'Homme trahi (裏切られ者, Uragiraremono?)
- 1926 : L'Épée monstrueuse (妖刀, Yōtō?)
- 1926 : Colère folle (狂怒乱心, Kyōdoranshin?)
- 1926 : La Douleur de la rose (嘆きの薔薇, Nageki no bara?)
- 1927 : Trois filles (三人の娘, Sannin no musume?)
- 1927 : Oteru et Oyuki (お照とお雪, Oteru to Oyuki?)
- 1927 : La Veuve et lui (彼と未亡人, Kare to mibōjin?)
- 1927 : L'Amour fou de Marie (狂恋のマリア, Kyōren no Maria?)
- 1927 : Pluie de printemps (春の雨, Haru no ame?)
- 1927 : Le Diable de l'amour (恋慕夜叉, Renbo yasha?)
- 1927 : L'amour est enfant de bohème (恋は曲者, Koi wa kusemono?)
- 1927 : Le Ciel en flamme (炎の空, Honoo no sora?)
- 1927 : Les Larmes de la vie (人生の涙, Jinsei no namida?)
- 1927 : Conquête de la dépression (不景気征伐, Fukeiki seibatsu?) co-réalisé avec Torajirō Saitō
- 1927 : Raccourci pour faire carrière (出世の近道, Shusse no chikamichi?)
- 1927 : Le Dandy de la campagne (田舎の伊達男, Inaka no dateotoko?)
- 1928 : Variations sur le désir amoureux (愛欲変相図, Aiyoku hensōzu?)
- 1928 : La femme qui crie dans la mer (海に叫ぶ女, Umi ni sakebu onna?)
- 1928 : Ren'ai futari angya (恋愛二人行脚?)
- 1928 : Odore wakamono (踊れ若者?)
- 1928 : Une femme à l'ère Shōwa (昭和の女, Shōwa no onna?)
- 1928 : Amis d'enfance (幼なじみ, Osananajimi?)
- 1928 : La Fiancée recueillie (拾った花嫁, Hirotta hanayome?)
- 1928 : L'Écho (山彦, Yamabiko?)
- 1928 : De beaux compagnons (美しき朋輩達, Utsukushiki hōhaitachi?)
- 1929 : Le Forgeron de la forêt (森の鍛冶屋, Mori no kajiya?)
- 1929 : La Femme canard (あひる女, Ahiru onna?)
- 1929 : La Magie de Tokyo (東京の魔術, Tōkyō no majutsu?)
- 1929 : La Fille à la canne (ステッキガール, Sutteki gāru?)
- 1929 : Mœurs d'une jeune fille errante en voyage (浮草娘旅風俗, Ukikusa musume tabifūzoku?)
- 1929 : Le Roi du village (村の王者, Mura no ōja?)
- 1929 : Une chanson gaie (陽気な唄, Yōkina uta?)
- 1929 : Les Parents (親, Oya?) co-réalisé avec Tadamoto Ōkubo
- 1929 : Un fils dont on peut se vanter (自慢の倅, Jiman no segare?)
- 1929 : Perle éternelle (不壊の白珠, Fue no shiratama?)
- 1929 : Souhait paternel (父の願ひ, Chichi no negai?)
- 1929 : La Ballade de l'amour (恋慕小唄, Renbo kouta?)
- 1929 : Le Premier cri de l'amour (恋愛第一課, Ren’ai: Daiikka?)

### Années 1930
- 1930 : C'est un crime d'avoir les lèvres rouges (紅唇罪あり, Kōshin tsumi ari?)
- 1930 : Un amour sincère (真実の愛, Shinjitsu no ai?)
- 1930 : À la croisée des chemins (岐路に立ちて, Kiro ni tachite?)
- 1930 : Étreinte (抱擁, Hōyō?)
- 1930 : La Marche de la mer (海の行進曲, Umi no kōshinkyoku?)
- 1930 : L'Inconstance, c'est différent (浮気ばかりは別者だ, Uwaki bakari wa betsumono da?)
- 1930 : Le Sang de la jeunesse (青春の血は躍る, Seishun no chi wa odoru?)
- 1930 : Un visage dans la brume (霧の中の曙, Kiri no naka no akebono?)
- 1930 : Vivre à une nouvelle époque (新時代に生きる, Shin jidai ni ikiru?)
- 1931 : Le Chef d'une bande de garnements (餓鬼大将, Gaki daishō?)
- 1931 : La Voie lactée (銀河, Ginga?)
- 1931 : Deux soirées troublées par un couple (混線ニタ夫婦, Konsen nita fūfu?)
- 1931 : Ureibana (有憂華?)
- 1931 : Sorya jikkan yo (そりゃ実感よ?)
- 1931 : Un amour étincelant (かがやく愛, Kagayaku ai?)
- 1931 : Cette mère est coupable (この母に罪ありや, Kono haha ni tsumi ari ya?)
- 1931 : Le Moulin de la vie (人生の風車, Jinsei no fūsha?)
- 1931 : Illustration de la jeunesse (青春図会, Seishunzue?)
- 1931 : Les Sept mers, partie 1 : Virginité (七つの海 前篇 処女篇, Nanatsu no umi: Zenpen: Shojo hen?)
- 1932 : Passion (情熱, Jōnetsu?)
- 1932 : Les Sept mers, partie 2 : Chasteté (七つの海 後篇 貞操篇, Nanatsu no umi: Kōhen: Teisō hen?)
- 1932 : La Marche de Mandchourie (満州行進曲, Manshū kōshinkyoku?) co-réalisé avec Yasushi Sasaki
- 1932 : L'Avancée de l'armée (陸軍大行進, Rikugun daikōshin?) co-réalisé avec Yasushi Sasaki, Kazuo Ishikawa, Minoru Matsui, Kintarō Inoue et Tetsuji Watanabe
- 1932 : Le Roi de la mer (海の王者, Umi no ōja?)
- 1932 : Le Brise-vent de l'amour (愛の防風林, Ai no bōfūrin?)
- 1932 : Les nuits blanches sont lumineuses (白夜は明くる, Byakuya wa akuru?)
- 1932 : La Star du quartier étudiant (学生街の花形, Gakuseigai no hanagata?)
- 1932 : Zone de tempête (暴風帯, Bōfūtai?)
- 1933 : Endors-toi sur la poitrine de ta mère (眠れ母の胸に, Nemure haha no mune ni?)
- 1933 : Voici les femmes du printemps qui pleure (泣き濡れた春の女よ, Nakinureta haru no onna yo?)[9]
- 1933 : Jeunes filles japonaises sur le port (港の日本娘, Minato no Nihon musume?)
- 1933 : Comment attaquer en amour (恋愛一刀流, Ren'ai ittōryū?)
- 1933 : Rêve pendant un petit somme en voyage (旅寝の夢, Tabine no yume?)
- 1933 : Un jeune héritier à l'université (大学の若旦那, Daigaku no wakadanna?)
- 1934 : Une mère orientale (東洋の母, Tōyō no haha?)
- 1934 : Début d'amour (恋を知りそめ申し候, Koi o shirisome mōshisōrō?)
- 1934 : Le Jeune Universitaire II (大学の若旦那・武勇伝, Daigaku no wakadanna: Buyūden?)
- 1934 : Gion bayashi (祇園囃子, Gion bayashi?)
- 1934 : Le Jeune Universitaire III (大学の若旦那・太平楽, Daigaku no wakadanna: Taiheiraku?)
- 1934 : Éclipse (金環蝕, Kinkanshoku?)
- 1934 : Voyage de classe amoureux (恋愛修学旅行, Ren'ai shūgaku ryokō?)
- 1934 : Le Jeune Universitaire IV (大学の若旦那・日本晴れ, Daigaku no wakadanna: Nihonbare?)
- 1935 : Un héros de Tokyo (東京の英雄, Tōkyō no eiyū?)[10]
- 1935 : L'Épanouissement du printemps (若旦那 春爛漫, Wakadanna haruranman?)
- 1935 : Lui, elle et les jeunes gens (彼と彼女と少年達, Kare to kanojo to shōnentachi?)
- 1935 : Cœur double (双心臓, Sōshinzō?)
- 1935 : Amour, version luxe (恋愛豪華版, Ren'ai gōka ban?)
- 1936 : Le Millionnaire (若旦那 百万石, Wakadanna hyakumangoku?)
- 1936 : Les Montagnes de la passion (感情山脈, Kanjō sanmyaku?)
- 1936 : Monsieur Merci (有りがたうさん, Arigatō-san?)
- 1936 : La Loi de l'amour (愛の法則, Ai no hōsoku?) co-réalisé avec Yasushi Sasaki
- 1936 : Un monde libre (自由の天地, Jiyū no tenchi?)
- 1936 : Chante haut et fort (君よ高らかに歌へ, Kimi yo takaraka ni utae?)
- 1936 : Les Beaux Atours de la jeunesse (青春満艦飾, Seishun mankanshoku?)
- 1937 : La Flotte sans ennui de l'amour (恋愛無敵艦隊, Ren'ai muteki kantai?)
- 1937 : Le Démon de l'or (金色夜叉, Konjiki yasha?)
- 1937 : Cœur enchaîné[11] ou Oublier même l'amour[12] (恋も忘れて, Koi mo wasurete?)
- 1937 : Adieu le front (さらば戦線へ, Saraba sensen e?) co-réalisé avec Chūya Tsuneyoshi et Kenkichi Hara
- 1937 : Les Enfants dans le vent[13] ou Un enfant dans le vent[14] (風の中の子供, Kaze no naka no kodomo?)
- 1937 : L'Athlète vedette (花形選手, Hanagata senshu?)[15]
- 1938 : Les Nouvelles Familles (新家庭暦, Shin katei reki?)
- 1938 : Départ (出発, Shuppatsu?)
- 1938 : Chanson d'encouragement (応援歌, Ōenka?)
- 1938 : Une femme et son masseur (按摩と女, Anma to onna?)
- 1938 : Journal d'une famille (家庭日記, Katei nikki?)
- 1939 : L'importun qui ronfle fort (居候は高鼾, Isōrō wa takaibiki?)
- 1939 : Les Quatre Saisons des enfants (子供の四季, Kodomo no shiki?)[16]
- 1939 : Mœurs féminines d'une jeune fille I : Journal (女の風俗 第一話お嬢さんの日記, Onna no fūzoku: Daiichiwa: Ojōsan no nikki?)
- 1939 : Des mauvaises herbes avec des fleurs (花のある雑草, Hana no aru zassō?)
- 1939 : Les fruits du mûrier sont écarlates (桑の実は紅い, Kuwa no mi wa akai?)

### Années 1940
- 1940 : J'ai un mari (私には夫がある, Watashi ni wa otto ga aru?)
- 1940 : Nobuko (信子, Nobuko?)
- 1940 : Les Amis (ともだち, Tomodachi?) (court métrage)
- 1940 : Le Point pivot de la femme (女人転心, Nyonin tenshin?)
- 1940 : Keijō (京城?)[17] (court métrage documentaire)
- 1941 : La Tour d'introspection (みかへりの搭, Mikaeri no tō?)[18]
- 1941 : Notes d'une chanteuse ambulante (歌女おぼえ書, Utajo oboegaki?)
- 1941 : Les  Châtaignes et les Glands (団栗と椎の実, Donguri to shiinomi?)
- 1941 : Le Chœur de l'aube (暁の合唱, Akatsuki no gasshō?)
- 1941 : Pour une épingle à cheveux (簪, Kanzashi?)
- 1941 : Journal d'une femme médecin (女医の記録, Joi no kiroku?)
- 1942 : Réunion du frère et de la sœur aînée (兄妹会議, Kyōdai kaigi?)
- 1943 : La Cloche de Sayon (サヨンの鐘, Sayon no kane?)
- 1945 : Le Chant de la victoire (必勝歌, Hisshōka?) co-réalisé avec Masahiro Makino, Kenji Mizoguchi et Tomotaka Tasaka
- 1948 : Les Enfants du nid d'abeilles (蜂の巣の子供たち, Hachi no su no kodomotachi?)[19]
- 1948 : Demain beau temps au Japon (明日は日本晴れ, Asu wa nihonbare?)
- 1949 : La Période de mensonge de la jeune fille de dix-huit ans (娘十八嘘つき時代, Musume jūhachi usotsuki jidai?)
- 1949 : Monsieur Shosuke Ohara (小原庄助さん, Ohara Shōsuke-san?)

### Années 1950
- 1950 : L'Amour d'une mère (母情, Bojō?)
- 1951 : Ce que sont devenus les enfants de la ruche (その後の蜂の巣の子供達, Sono go no hachi no su no kodomotachi?)
- 1951 : Sous les fleurs de pêcher (桃の花の咲く下で, Momo no hana no saku shita de?)
- 1952 : Les Enfants du Grand Bouddha (大仏さまと子供たち, Daibutsu-sama to kodomotachi?)
- 1953 : Dans le bas-quartier de Yokocho (もぐら横丁, Mogura yokochō?)[20]
- 1953 : Les Vieux Bouddhas de Nara (奈良には古き仏たち, Nara ni wa furuki hotoketachi?) (court métrage documentaire)
- 1953 : Le Profil de la ville (都会の横顔, Tokai no yokogao?)
- 1954 : Le Deuxième Baiser (第二の接吻, Daini no seppun?) coréalisé avec Keiji Hasebe (ja)
- 1954 : Tōshōdai-ji nite obāsan to kodomotachi (唐招提寺にて お婆さんと子供たち?)
- 1955 : L'École Shiinomi (しいのみ学園, Shiinomi gakuen?)[21]
- 1955 : Histoire de Jiro (次郎物語, Jirō monogatari?)[22]
- 1956 : Pourquoi sont-elles devenues ainsi ? (何故彼女等はそうなったか, Naze kanojora wa sō natta ka?)
- 1956 : L'Idiot sentimental (人情馬鹿, Ninjō baka?)
- 1956 : Les Enfants qui ont besoin d'une mère (母を求める子等, Haha o motomeru kora?)
- 1956 : Le Chant de la brume (霧の音, Kiri no oto?)
- 1957 : Une danseuse (踊子, Odoriko?)[23]
- 1958 : Le  Cheminement d'une mère (母の旅路, Haha no tabiji?)
- 1959 : L'Image de la mère (母のおもかげ, Haha no omokage?)

### Scénariste
- 1930 : Va d'un pas léger (朗かに歩め, Hogaraka ni ayume?) de Yasujirō Ozu
- 1945 : Le Chant de la victoire (必勝歌, Hisshō ka?) de Kenji Mizoguchi, Masahiro Makino, Hiroshi Shimizu et Tomotaka Tasaka

## Récompenses et distinctions
- 1938 : Un enfant dans le vent est présenté en compétition à la Mostra de Venise 1938[14]
- 2003 : Prix du public au festival Tokyo Filmex pour Pour une épingle à cheveux[24]

## Postérité

### Cinéma
En 1986, Yōji Yamada réalise pour la Shōchiku Prise finale (キネマの天地, Kinema no tenchi) en célébration du 50e anniversaire des studios Ōfuna (ja). Les personnages du réalisateur Ogata, interprété par Ittoku Kishibe, et de la jeune actrice Koharu Tanaka qui est élevée au rang de star, interprétée par Narimi Arimori, sont inspirés respectivement de Hiroshi Shimizu et de Kinuyo Tanaka.

### Rétrospective
En 2020 devait se tenir, à la Cinémathèque française et la Maison de la culture du Japon à Paris, une vaste rétrospective des cinquante-et-un films de Hiroshi Shimizu encore existants, la plus grande à lui être consacrée en dehors du Japon. L'événement a été reporté pour cause de pandémie de Covid-19 et repris en 2021 dans les mêmes lieux.